# Astragalus tadmorensis
Astragalus tadmorensis es una  especie de planta herbácea perteneciente a la familia de las leguminosas. Es originaria del Próximo Oriente.
Es una planta herbácea caducifolia originaria del Oriente Próximo donde se distribuye por Siria.

## Taxonomía
Astragalus tadmorensis fue descrita por Eig & Sam. y publicado en Systematic Studies in Astragalus of the Near East 11. 1955.
Etimología
Astragalus: nombre genérico derivado del griego clásico άστράγαλος y luego del Latín astrăgălus aplicado ya en la antigüedad, entre otras cosas, a algunas plantas de la familia Fabaceae, debido a la forma cúbica de sus semillas parecidas a un hueso del pie.
tadmorensis: epíteto latino que significa "de tres meses".